# St. Johannes der Täufer (Reuchelheim)

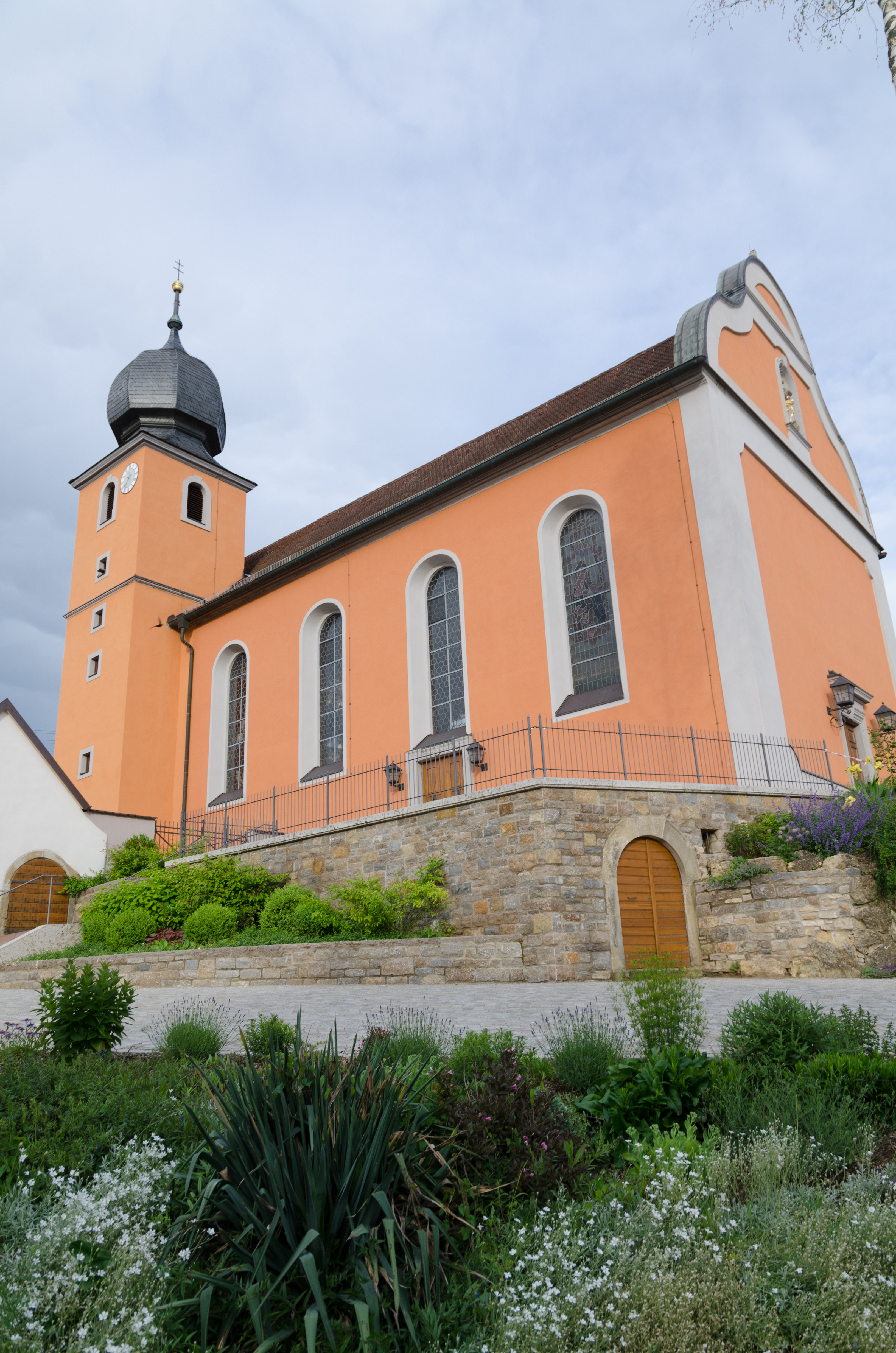
St. Johannes der Täufer in Reuchelheim

Die römisch-katholische, denkmalgeschützte Filialkirche St. Johannes der Täufer befindet sich in Reuchelheim, einem Gemeindeteil des Stadt Arnstein im Landkreis Main-Spessart (Unterfranken, Bayern). Das Bauwerk ist unter der Denkmalnummer D-6-77-114-238 als Baudenkmal in der Bayerischen Denkmalliste eingetragen. Die Kirche gehört zur Pfarreiengemeinschaft St. Bonifatius – Werntal (Müdesheim) im ehemaligen Dekanat Karlstadt, heute im Dekanat Main-Spessart, des Bistums Würzburg.

## Beschreibung
Die Saalkirche wurde 1750 erbaut. Sie besteht aus einem Langhaus, das mit einem Satteldach bedeckt ist, einem eingezogenen, dreiseitig geschlossenen Chor und einem Chorflankenturm an dessen Nordwand, der mit einer schiefergedeckten Zwiebelhaube bedeckt ist. Das oberste Geschoss des Turms beherbergt die Turmuhr und den Glockenstuhl. Die Fassade im Westen ist mit einem Schweifgiebel versehen, in dem sich eine Nische mit der Statue des Johannes des Täufers befindet. 
Die Deckenmalereien stammen von Johann Peter Herrlein. Im Chor hat er die Verehrung des Altarsakramentes, im Langhaus Mariä Himmelfahrt dargestellt. Herrlein schuf auch das Altarretabel des Hochaltars. Es zeigt die Taufe Jesu durch Johannes den Täufer. 
Das Orgelwerk stammt von Willibald Siemann aus dem Jahr 1925. Es umfasst 16 Register, verteilt auf zwei Manuale und Pedal.